# Donald et l'Écureuil volant
Pour plus de détails, voir Fiche technique et Distribution.
Donald et l'Écureuil volant (The Flying Squirrel)  est un court métrage d'animation américain de la série Donald Duck réalisé par Jack Hannah pour les studios Disney et sorti en 1954.

## Synopsis
Un écureuil volant est en train de ramasser des  glands, lorsqu'il aperçoit Donald, en train circuler avec sa charrette de vendeur de cacahuètes cuites. En échange d'une cacahuète, il accepte d'attacher la banderole de Donald à une branche. Mais dès qu'il a sa cacahuète, il se rend compte qu'elle est vide.

## Fiche technique
- Titre original : The Flying Squirrel
- Titre français : Donald et l'Écureuil volant
- Autres titres :
  - Finlande : Lento-orava, Liito-orava et Siipiorava
  - Suède : Flygande ekorren, Den et Kalle Ankas flygande ekorre
- Série : Donald Duck
- Réalisation : Jack Hannah
- Scénario : Roy Williams et Nick George
- Layout : Yale Gracey
- Décors : Ray Huffine
- Animation : Bob Carlson, Al Coe, Volus Jones et Bill Justice
- Effets visuels : Dan McManus
- Musique: Oliver Wallace
- Production : Walt Disney
- Société de production : Walt Disney Productions
- Société de distribution : RKO Radio Pictures
- Pays :  États-Unis
- Langue : anglais
- Format : couleur (Technicolor) - 35 mm - 1,37:1 - son mono (RCA Sound System)
- Durée : 6 min
- Dates de sortie : 
  - États-Unis : 12 novembre 1954[1]

## Distribution

### Voix originales
- Clarence Nash : Donald Duck

### Voix françaises[réf.nécessaire]
- Sylvain Caruso : Donald Duck